# Erdöl- und Erdgastechnik
Der Begriff Erdöl- und Erdgastechnik, international auch als Petroleum Engineering bezeichnet, umfasst eine Reihe von untertägigen Tätigkeiten verschiedener Ingenieure, die bei der Förderung von Kohlenwasserstoffen in Form von Rohöl oder Erdgas zum Einsatz kommen. Üblicherweise gehören diese Tätigkeiten zum sogenannten Upstream-Bereich der Öl- und Gasindustrie, weil es eher darum geht, Kohlenwasserstoffe zu finden und zu fördern als sie zu raffinieren oder zu vertreiben, was wiederum als Downstream-Bereich bezeichnet wird. Lagerstättenkunde sowie Erdöl- und Erdgastechnik sind die beiden untertägigen Hauptdisziplinen der Öl- und Gasindustrie beide mit dem Schwerpunkt der optimalen wirtschaftlichen Erschließung von Kohlenwasserstoffen aus unterirdischen Quellen. Die Lagerstättenkunde beschränkt sich dabei darauf, eine statische Darstellung des kohlenwasserstoffhaltigen Gesteins zu liefern, während die Erdöl- und Erdgastechnik sich mit der Schätzung des förderbaren Volumens einer solchen Lagerstätte beschäftigt. Dies setzt ein detailliertes Verständnis der physikalischen Zusammenhänge zwischen Öl, Wasser und Gas, die sich unter hohem Druck in porösem Gestein befinden, voraus.
Die gemeinschaftlichen Bemühungen von Geologen und Ingenieuren bestimmen während der gesamten Nutzungsphase eines Kohlenwasserstoffvorkommens, in welcher Weise die Quelle erschlossen und ausgeschöpft wird. Üblicherweise haben sie dabei einen besonders hohen Einfluss auf die Wirtschaftlichkeit des Lagers. Das Berufsbild der Erdöl- und Erdgastechnik erfordert gute Kenntnisse vieler verwandter Tätigkeiten, wie beispielsweise Geophysik, Lagerstättenkunde, Bohrtechnik, Bohrkernanalyse, Betriebswirtschaft, Reservoir Simulation, Pumptechnik und Öl- und Gasanlagen-Technik.

## Allgemeines
Die Erdöl- und Erdgastechnik hat sich zu einem Beruf entwickelt, dessen Aufgabe es ist, unter immer schwierigeren Bedingungen Öl zu gewinnen, weil die einfacher zugänglichen Ölfelder der Erde bereits entdeckt und ausgeschöpft wurden. Weiterentwicklungen auf den Gebieten der Computermodelle, der Materialien, der Anwendung statistischer Daten und der Wahrscheinlichkeitsrechnung haben im Verlauf der letzten Jahrzehnte neben Technologien wie dem Richtbohren oder dem Enhanced Oil Recovery – oder auch EOR-Verfahren – das Instrumentarium der Erdöl- und Erdgas-Ingenieure erheblich verbessert.
Weil Fehler sich schnell im Bereich mehrerer Millionen Dollar auswirken können, werden an Erdöl- und Erdgasingenieure hohe Anforderungen gestellt. Was die technischen Herausforderungen angeht, sind Unterwassereinsätze in großen Tiefen durchaus vergleichbar mit der Raumfahrt. Dabei hat man mit arktischen Bedingungen ebenso zu kämpfen wie mit extremer Hitze. Hochtemperatur- und Hochdruck-Umgebungen sind dabei inzwischen fast alltäglich und verlangen vom Erdöl- und Erdgas-Ingenieur den sicheren Umgang mit so weitreichenden Themen wie Thermohydraulik, Bodenmechanik und intelligenten Systemen.
Erdöl- und Erdgas-Ingenieure müssen oftmals unter gefährlichen Bedingungen hochtechnische Pläne umsetzen und das dafür erforderliche Personal äußerst verlässlich koordinieren. Die Bohrmannschaft und die Maschinen, die dabei zum Einsatz kommen, werden bei der Umsetzung jedes Bohrprogramms gleichermaßen zum verlängerten Arm der Erdöl- und Erdgasingenieure. Das Verständnis und die Berücksichtigung solcher besonderen kommunikativen Anforderungen in der Zusammenstellung dieser Mannschaften sind dabei seit jeher entscheidend für diesen Beruf.
Die Society of Petroleum Engineers ist die größte Standesvertretung für Erdöl- und Erdgasingenieure in den USA und veröffentlicht viele Informationen über die Ölindustrie. Den Studiengang des Petroleum engineers gibt es an 17 Universitäten in den USA und in vielen anderen Ländern – vor allem in erdölproduzierenden Staaten – aber nicht nur bei den Top-Produzenten gibt es vergleichbare Studiengänge.
In Deutschland werden diese zum Beispiel von der Technischen Universität Clausthal und der TU Bergakademie Freiberg, in Österreich von der Montanuniversität Leoben angeboten.
Sogar einige Ölfirmen verfügen über beachtenswerte Trainingsprogramme für Petroleum engineers.
Erdöl- und Erdgasingenieure gehören seit jeher zu den bestbezahlten Ingenieuren überhaupt; dem gegenüber standen allerdings immer auch regelmäßige Massenentlassungen bei fallendem Ölpreis. Gemäß einer im September 2007 veröffentlichten Umfrage beträgt das durchschnittliche Jahreseinkommen 122.458 US-Dollar. In einem Artikel vom 4. Juni 2007 berichtete Forbes.com, dass Petroleum Engineering an 24. Stelle der bestbezahlten Berufe in den vereinigten Staaten stehe.

## Unterdisziplinen
Erdöl- und Erdgasingenieure unterteilen sich in verschiedene Unterdisziplinen:
- Lagerstätteningenieure (Reservoir Engineers) arbeiten an der Optimierung der Förderung von Öl und Gas. Sie sorgen für die optimale Platzierung der Bohrlöcher, planen die einzelnen Abschnitte des Projekts und den Einsatz der Enhanced-Oil-Recovery-Verfahren.
- Bohringenieure (Drilling Engineers) kümmern sich um die technischen Aspekte von Förder- und Verpressbohrung.
- Betriebsingenieure (Petroleum Production Engineers) bilden die Schnittstelle zwischen Lagerstätte und Bohrloch. Dies schließt die Durchbohrung, die Kontrolle von Sand, die Pumptechnik, die Fluss-Kontrolle in den Bohrlöchern sowie weitere Überwachungs-Techniken ein. Außerdem sind sie für die Auswahl von Geräten zuständig, welche die geförderten Materialien wie Öl, Gas und Wasser an der Oberfläche separieren.